# Terrordådet i Kabul i januari 2018
Den 27 januari 2018 detonerades en bomb gömd i en ambulans nära Sidarat Square, i de centrala delarna av Afghanistans huvudstad Kabul. Minst 103 personer omkom och ytterligare 235 skadades. Talibanska islamister tog på sig ansvaret.